# Phania curvicauda
Phania curvicauda là một loài ruồi trong họ Tachinidae.